# عظاءة سنخية الأسنان
عظاءة سنخية الأسنان (الاسم العلمي:†Thecodontosaurus) هي جنس منقرض من الديناصورات أشباه عظائيات الأرجل القاعدية العاشبة تتبع فصيلة عظايا سنخية الأسنان التي عاشت خلال فترة الثلاثي المتأخر (مرحلة الرايتاني).